# Ізраїльська академія природничих і гуманітарних наук

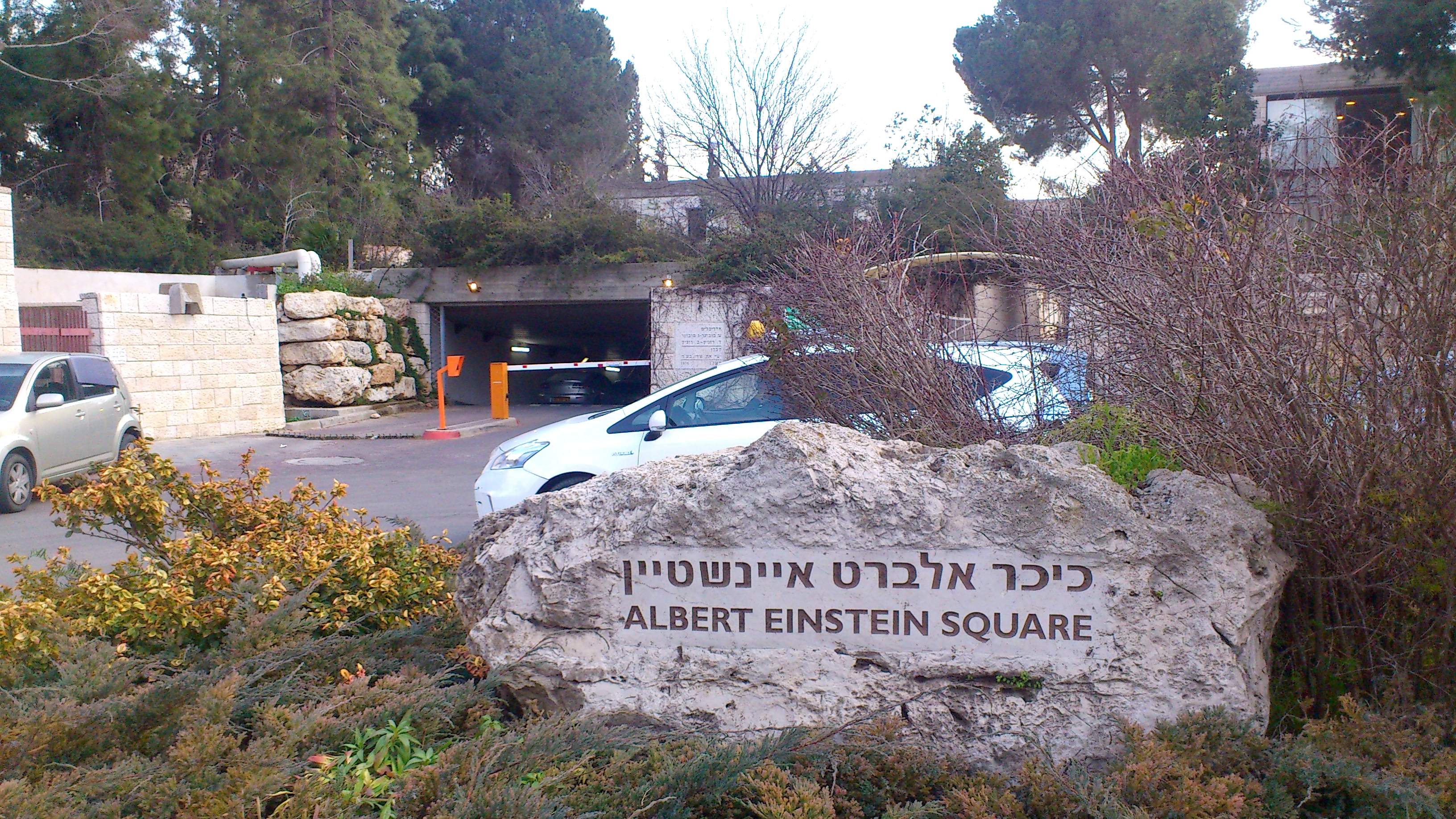
Увійти Перший

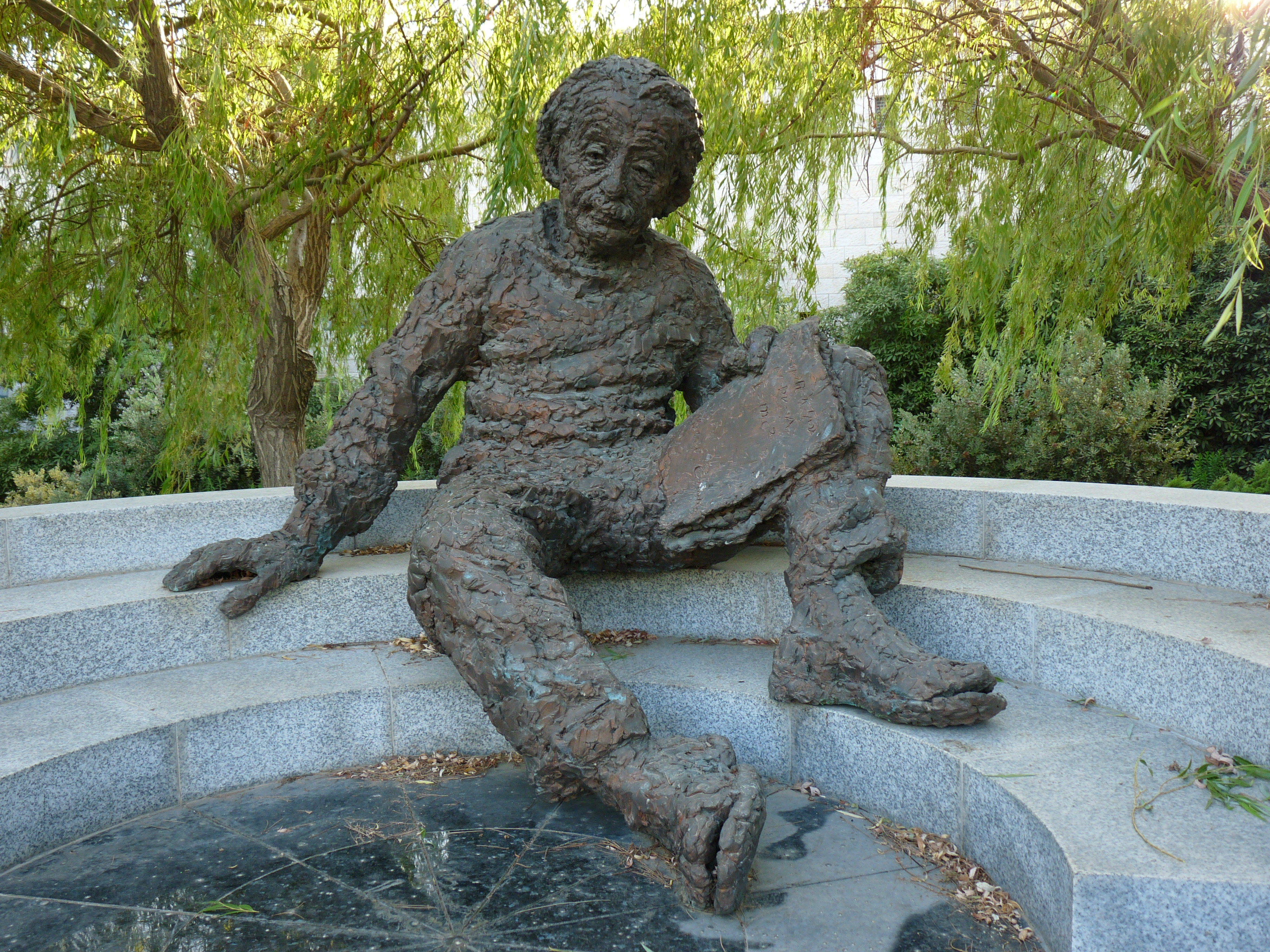
Статуя Альберт Ейнштейн.

Ізраїльська академія природничих і гуманітарних наук — заснована в Єрусалимі у 1961 році для сприяння контактам між вченими природничих і гуманітарних наук в Державі Ізраїль, консультування уряду з питань дослідницьких проєктів загальнодержавного значення, а також сприяння їх досконалості. Академія включає 102 найвидатніших учених Ізраїлю.

## Характеристика
Головний офіс Академії знаходиться поряд з офіційною резиденцією президента Ізраїлю і Ради з вищої освіти в Ізраїлі на площі Альберта Ейнштейна в Єрусалимі.
Академія наук фінансує проєкти з геології, флори та фауни Ізраїлю, а також сприяє участі ізраїльських вчених у дослідженнях міжнародних проєктів, таких як фізика високих енергій в (CERN) і синхротронного випромінювання в Європейському фонді синхротронного випромінювання. В Ізраїлі найвища концентрація вчених та інженерів у світі.
У питаннях гуманітарних проєктів, фінансуються дослідження Танаха і Талмуду, єврейської історії, єврейської філософії, єврейського мистецтва та мови іврит, а також єврейської прози та поезії.
Академія здійснює управління фондом стипендії Ейнштейна, яка сприяє відносинам між вченими з різних країн світу та ізраїльською академічною спільнотою науковців, з річним бюджетом в 53 млн доларів.
Академія має статус спостерігача в Європейських наукових фондах, бере участь в програмі обміну з британським Королівським товариством, Британською Академією, Шведською академією та Національною дослідницькою радою Сінгапуру.